# ジスベール・コンバッツ
ジスベール・コンバッツ（Gisbert Corneille Henri Paul Combaz、1869年9月23日 - 1941年1月18日）はベルギーのイラストレーター、ポスター画家、東洋美術の研究家である。

## 略歴
アントウェルペンで生まれた。ブリュッセル自由大学で法律を学び、1891年に卒業し、法律家として働いた。アマチュア画家として活動していたが、1893年から1年間、ブリュッセル王立美術アカデミーで学んだ。
1895年からジャンブルーの農業学校で絵の教師を務め、1898年から1940年の間は、イクセルの工芸学校で教え、ブリュッセル王立美術アカデミーの装飾美術の教授も兼職した。ブリュッセルで教えた学生には有名な画家のルネ・マグリットがいる。
1895年に画家、ヤン・フランス・フェルハス(Jan Frans Verhas :1834–1896)の娘、Martha Verhasと結婚した。
アール・ヌーヴォーのスタイルのイラストや絵葉書、家具、装飾タイルなどの工芸品のデザインもした。ベルギーの美術家集団「ラ・リーブル・エステティーク（La Libre Esthétique:自由美学）」の展覧会ポスターなども描いた。
工業学校で美術史も教え、ルネ・グルッセやアンリ・マスペロと並ぶ、東洋学者になり1930年代に多くの著作も行った。

## 作品

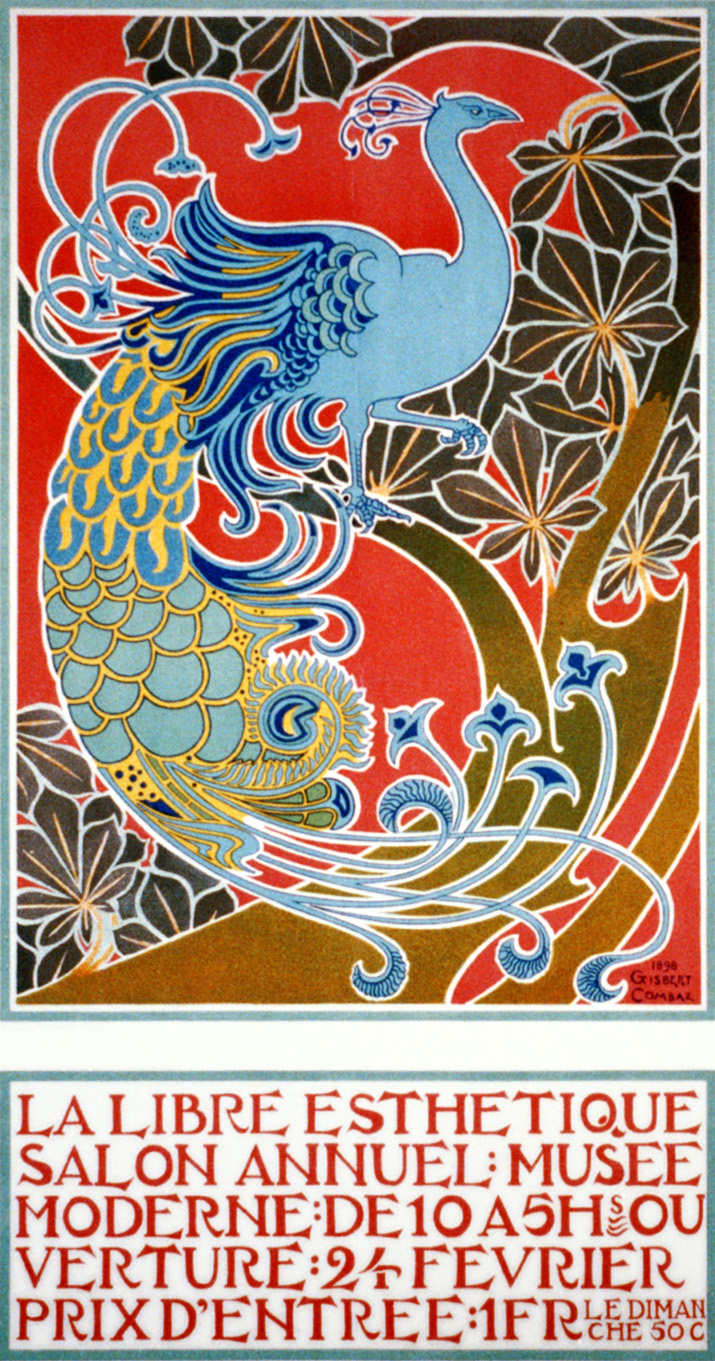
「自由美学」展覧会ポスター
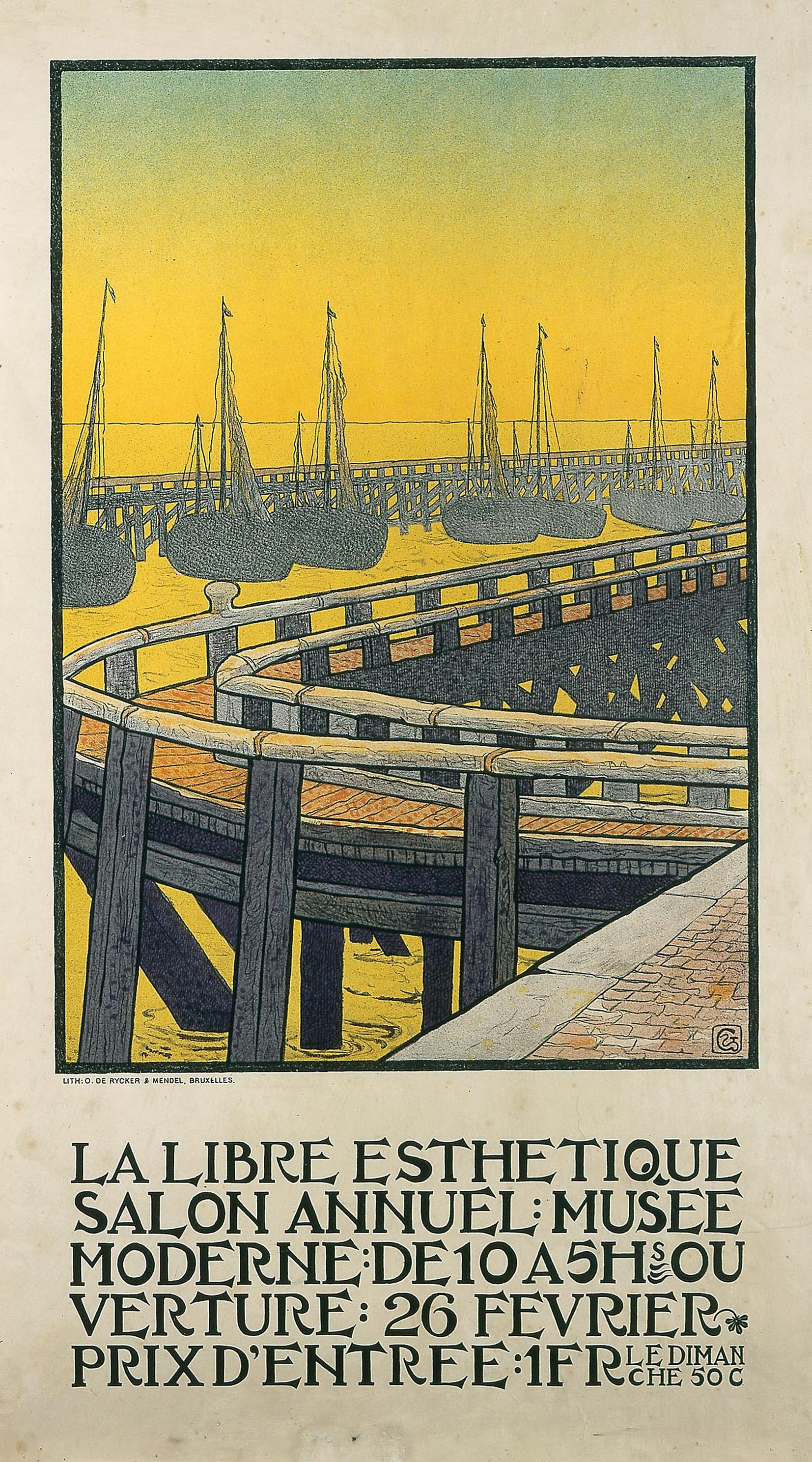
「自由美学」展覧会ポスター
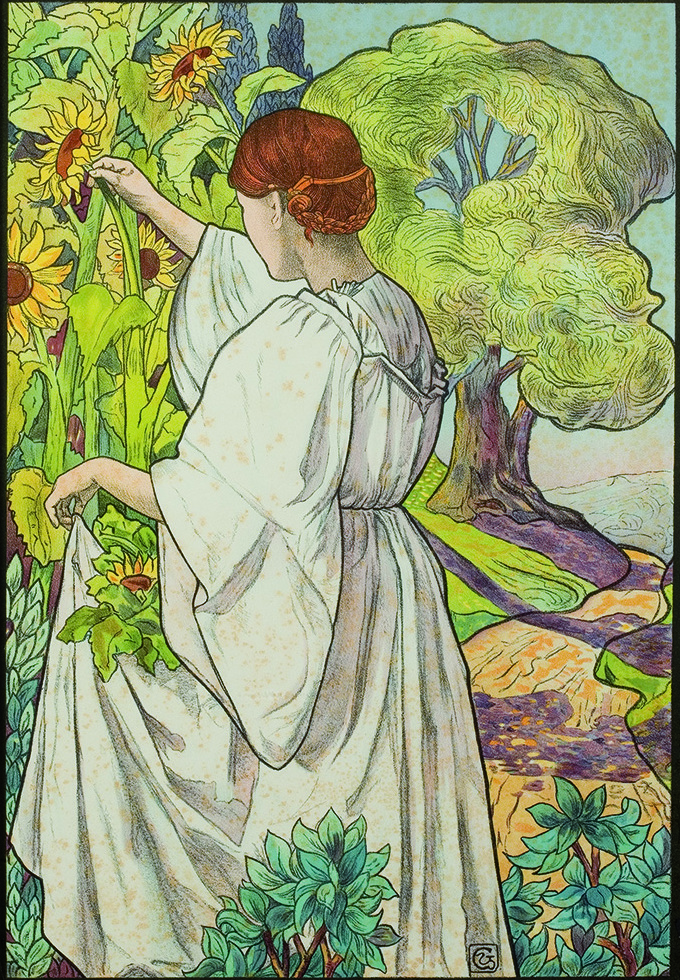
「自由美学」展覧会ポスター
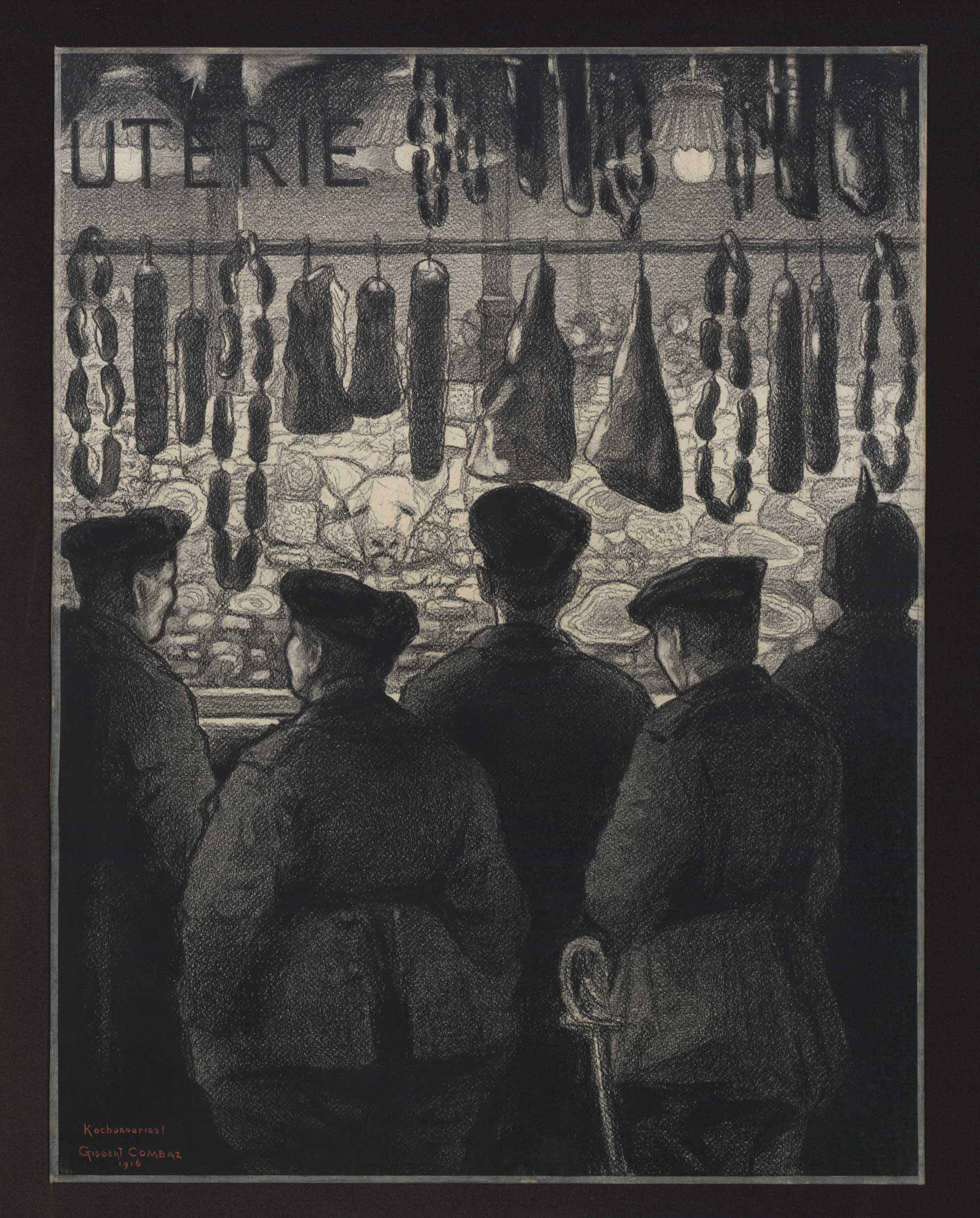
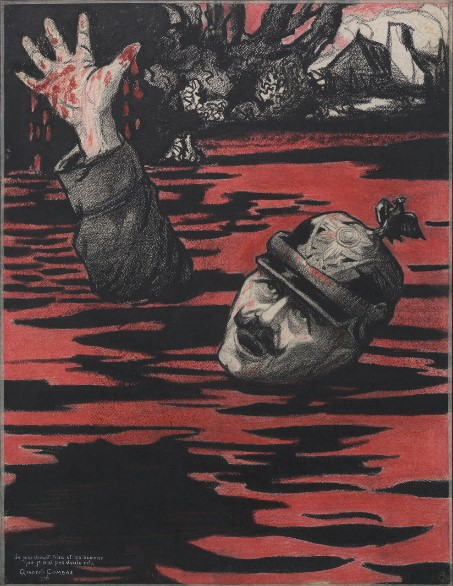

## 著作
- Les Sépultures impériales de la Chine, Brussels, Vromant, 1907
- Les Palais impériaux de la Chine, Brussels, Vro-mant, 1909
- Les Temples impériaux de la Chine, Brussels, Vromant, 1912
- Évolution du Stùpa en Asie, in: 'Mélanges chinois et bouddhiques', vol. II, Brussels, 1932-1933, pp. 163–305, vol. III, 1934-1935, pp. 93–144, vol. IV, 1935-1936, pp. 1–125
- L'Inde et l'Orient classique, 2 vol., Documents d'Art et d'Archéologie, Musée Guimet, Paris, 1937
- Masques et Dragons en Asie, dans: 'Mélanges chinois et bouddhiques', vol. VII, 1939-1945[2]
- La peinture chinoise vue par un peintre occidental, Introduction à l'histoire de la peinture chinoise, Extrait des Mélanges chinois et bouddhiques, publiés par L'Institut belge des Hautes Études Chinoises, vol. VI. Imprimerie sainte Catherine, Bruges, 1939[1]